# Johan de Witt
Johan de Witt (neerlandès: Jan de Witt)  (Dordrecht, 24 de setembre de 1625 - Groene Zoodje, 20 d'agost de 1672) fou un polític neerlandès del segle xvii que dirigí les Set Províncies Unides dels Països Baixos en oposició a la casa d'Orange i que va ser assassinat amb el seu germà Cornelius el 1672. També és conegut per alguns dels seus treballs matemàtics.

## Vida
Johan de Witt era fill d'una antiga família patrícia de Dordrecht que havia proveït la ciutat amb alcaldes, regidors i magistrats durant tres-cents anys. El seu pare, Jacob de Witt, era un influent polític i comerciant de la ciutat que, en el segle xvii, era una de les més importants de la província dominant d'Holanda i estava casat amb Anna van den Corput, membre d'una de les famílies més importants de Breda. Johan i el seu germà gran, Cornelis, van créixer i van ser educats en un medi social privilegiat i van ser deixebles d'Isaac Beeckman.

### El jove
El 1641, els dos germans van anar a la Universitat de Leiden per a cursar estudis de dret. A Leiden va estudiar informalment matemàtiques amb Frans van Schooten. Un cop graduat, el 1645, el seu pare va viatjar per Dinamarca i Suècia formant part d'una missió diplomàtica i va portar els seus fills amb ell. En retornar havia mort la seva mare i el seu pare va enviar els dos fills a completar la seva formació a França (fins al juny de 1647) i Anglaterra (on només van estar poc més de dos mesos).
A la fi de l'any 1647, de Witt s'instal·la a La Haia on entra en el bufet de l'advocat John van Andel per fer el seu aprenentatge en lleis. El seu germà, per la seva part, se'n torna cap a Dordrecht on començarà una activa carrera política. A la mort del príncep Guillem d'Orange (Novembre de 1650), i després d'un agre episodi d'empresonament del seu pare, Johan de Witt es decideix a entrar en la política. La minoria d'edat del fill de Guillem, el futur Guillem III d'Anglaterra, va fer que els holandesos es decidissin per unes estructures polítiques republicanes promulgant, el 1654, l'Acta d'Exclusió, mitjançant la qual s'excloïa els Orange de qualsevol càrrec polític.
Johan de Witt escrivia, poc després, la seva cèlebre Deductio (Deducció o Declaració dels Estats d'Holanda i Frísia Occidental), en la que argumentava en contra del principi hereditari del govern i en favor del principi confederal de les Set Províncies Unides

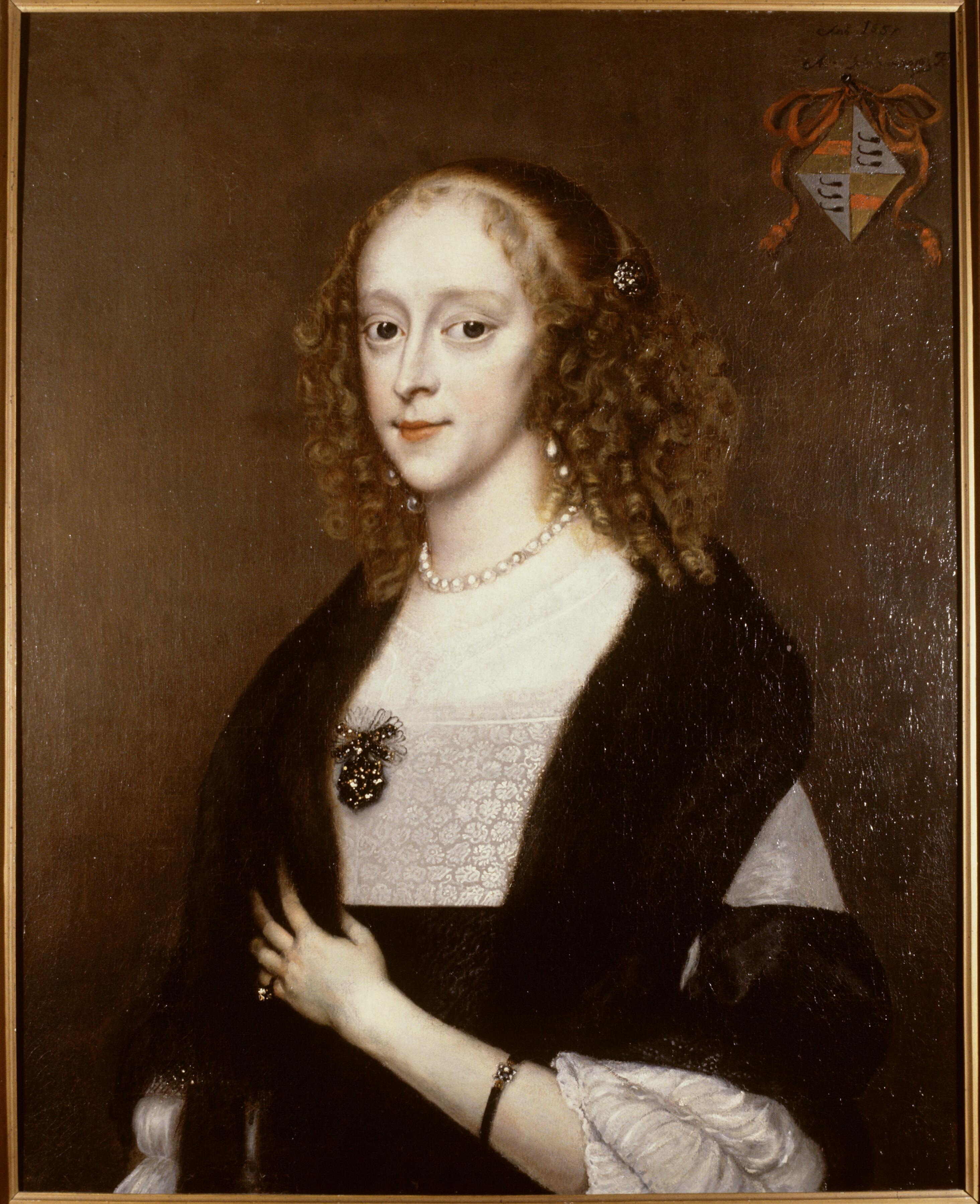
Wendela Bicker (1659), pintada per Adriaen Hanneman.

### El polític
El mateix any de 1650, Johan de Witt havia estat nomenat pensionari (administrador) de Dordrecht i tres anys després seria nomenat Gran Pensionari d'Holanda, una mena de primer ministre o president del govern, que el convertia, de fet, en el líder polític d'Holanda.
El 1655 es va casar amb Wendela Bicker, filla de Jan Bicker, alcalde d'Amsterdam des del 1653 i membre d'una molt influent família Bicker (van Swieten) d'aquesta ciutat, cosa que encara va augmentar el seu poder polític. La seva mare Agneta de Graeff van Polsbroek també provenia de la poderosa família patricia De Graeff. Amb aquest matrimoni es va convertir en nebot de Cornelis de Graeff, el polític més important d'Amsterdam i també dels Països Baixos, que va ser un important suport polític al llarg de la seva vida.
Com a dirigent del país, va aconseguir signar la pau de 1654 amb Anglaterra, cosa que va obrir un període de gran creixement i prosperitat. Quan van tornar les guerres amb Anglaterra el 1665, també va tenir l'extraordinària habilitat d'acabar-les satisfactòriament per al seu país amb el Tractat de Breda (1667).
I, finalment, quan Holanda va ser atacada per Lluís XIV va concloure la Triple Aliança entre Anglaterra, Suècia i Holanda. En ser envaïda Holanda per les tropes franceses el 1672, ell i el seu germà van ser acusats de francòfils i assassinats quan de Witt va anar a visitar el seu germà empresonat.

## Obra

### Matemàtica
De Witt, malgrat la seva ocupada vida, va aconseguir temps per a pensar en problemes matemàtics. El seu llibre sobre corbes planes, Elementa Curvarum Linearum (Amsterdam, 1659), es va publicar com un annex a la traducció de La Gèometrie de Descartes editada per van Schooten. En ell, de Witt, es mostra com un hàbil matemàtic, capaç d'aplicar tant els vells métodes d'Apol·loni com els més recents de Descartes. De Witt critica tant els antics com els nous matemàtics pel seu estudi tridimensional (les seccions còniques) de corbes que són clarament planes (Paràbola, Hipèrbola, El·lipse, etc.) i que, per tant, cal estudiar en el domini bidimensional.
Potser encara més interessant és el seu llibre sobre probabilitats: Waerdye van Lyf-Renten naer proportie van Losrenten (Avaluació de rendes vitalícies i anualitats) (La Haia, 1671) que el converteixen en un dels més clars precursors del càlcul actuarial. El llibre conté un mètode per calcular les anualitats d'una assegurança de vida, que conté tots els elements necessaris per a un càlcul exacte. En el còmput de les taules, de Witt va comptar amb l'assitència de Johannes Hudde i altres matemàtics de l'època.

### Política
El seu escrit més important, la Deductio, ja s'ha comentat abans, però la seva obra política no acaba aquí. Entre 1657 i 1671 va publicar nombrosos opuscles i pamflets defensant les seves idees polítiques, en alguns casos de forma anònima. Els més rellevants són:
- Declaratio ordinum Hollandiae West-Frisiaeque (Leiden, 1654)
- Historia rerum gestarum in Naumachia sive praelio navali inter classes Angliae & Confoederati Belgii (La Haia, 1666)

Les seves memòries van ser editades per Robert Fruin a Amsterdam (1906-1913) en quatre volums que abasten els períodes 1650-1657, 1658-1664, 1665-1669 i 1670-1672.